# Глагола, Александр Александрович
Александр Александрович Глагола (укр. Олександр Олександрович Глагола; род. 19 июля 1997, Свалява, Закарпатская область) — украинский футболист, полузащитник клуба «Ольховцы».

## Биография

### Ранние годы
Футболом начинал заниматься в свалявской ДЮСШ, затем перешел в моршинскую «Скалу». В 2011 году перешел в «Мукачево», где тренировался под руководством Золтана Сильваши. В следующем году получил приглашение от донецкого «Шахтера», где выступал за юношеские команды клуба. В общей сложности на детско-юношеском уровне (ДЮФЛ) провел 75 игр и отличился 40 голами. В 2013 году принимал участие в отборочных соревнованиях по чемпионату Европы (U-17), в составе юношеской сборной Украины (U-16). В 2014 году был переведен в юношескую (U-19) команду, постепенно привлекался в молодежную команду «горняков». В сезоне 2018/19 годов был ведущим игроком и капитаном молодежной команды. Также в сезонах 2014/15 и 2015/16 играл в юношеской Лиге чемпионов УЕФА.

### Клубная карьера
В начале июля 2019 года подписал полноценный контракт с «Минаем». В новой команде дебютировал 23 августа 2019 в победном (3:1) домашнем поединке 5-го тура Первой лиги против «Кременя». Александр вышел на поле в стартовом составе, на 63-й минуте получил желтую карточку, а на 70-й минуте его заменил Евгений Русин. По завершении сезона вместе с командой завоевал путевку в Украинскую Премьер-лигу, выиграв чемпионство первой украинской лиги. В том же сезоне команда также дошла до полуфинала кубка Украины, в полуфинальном (0:2) матче против киевского «Динамо» Александр вышел на поле в стартовом составе, а на 43-й минуте его заменил Алексей Шпак. В Премьер-лиге дебютировал 17 октября 2020 года, выйдя на поле в стартовом составе в проигранном (0:1) домашнем поединке 6-го тура против ФК «Мариуполь».
В зимнее межсезонье 2020/21 присоединился к житомирскому «Полесью», за который выступал до следующего зимнего межсезонья. В январе 2022 года подписал контракт с клубом «Ужгород», однако из-за полномасштабного российского вторжения в Украину — за команду не выступал, как все остальные. После чего играл в чемпионате Закарпатской области за команду «Поляна». В марте 2023 года подписал контракт с перволиговым футбольным клубом «Буковина» (Черновцы), за который дебютировал 9 апреля того же года в победном (2:1) матче первой лиги против клуба «Полтава». В январе 2024 года по обоюдному согласию сторон покинул черновицкую команду, за это время в футболке «желто-черных» Александр провел 24 матча во всех турнирах.

## Достижения
«Минай»
- Победитель Первой лиги Украины: 2019/20
- Полуфиналист Кубка Украины: 2019/20

«Шахтёр»
- Финалист Юношеской лиги УЕФА: 2014/15
- Победитель Премьер-лиги Украины (U-21): 2017/18
- Победитель Премьер-лиги Украины (U-19): 2014/15

## Статистика
| Клуб       | Лига                 | Сезон   | Чемпионат | Чемпионат | Кубок | Кубок |
| Клуб       | Лига                 | Сезон   | Игры      | Голы      | Игры  | Голы  |
| ---------- | -------------------- | ------- | --------- | --------- | ----- | ----- |
| «Минай»    | Первая лига Украины  | 2019/20 | 17        | 1         | 4     | 1     |
| «Минай»    | Премьер-лига Украины | 2020/21 | 1         | 0         | 2     | 0     |
| «Полесье»  | Первая лига Украины  | 2020/21 | 12        | 0         |       |       |
| «Полесье»  | Первая лига Украины  | 2021/22 | 6         | 0         | 2     | 1     |
| «Буковина» | Первая лига Украины  | 2022/23 | 6         | 0         |       |       |
| «Буковина» | Первая лига Украины  | 2023/24 | 17        | 0         | 1     | 0     |

| «Шахтёр»            |       |                          |
| Турниры             | Матчи | Количество забитых мячей |
| Премьер-лига (U-21) | 68    | 15                       |
| Премьер-лига (U-19) | 43    | 14                       |
| Юношеская лига УЕФА | 6     | 0                        |
| Всего               | 117   | 29                       |